# Конрад Недзведзький
Конрад Лукаш Недзведзький (пол. Konrad Łukasz Niedźwiedzki, 2 січня 1985) — польський ковзаняр, олімпійський медаліст. 
Бронзову олімпійську медаль Конрад виборов на Іграх 2014 року в Сочі в командній гонці переслідування. 

## Зовнішні посилання
- Досьє на sports-reference.com [Архівовано 31 січня 2012 у Wayback Machine.]